# Ionuț Mazilu
Ionuț Costinel Mazilu (* 9. Februar 1982 in Bukarest) ist ein ehemaliger rumänischer Fußballspieler. Er bestritt insgesamt 237 Spiele in der rumänischen Liga 1 und der ukrainischen Premjer-Liha. Im Jahr 2007 gewann er mit Rapid Bukarest den rumänischen Pokal.

## Vereinskarriere
Mazilu begann seine Karriere 1999 bei Sportul Studențesc. 2006 schaffte er seinen größten individuellen Erfolg, indem er mit 20 Toren Torschützenkönig der rumänischen Liga wurde. In diesem Jahr folgte auch der Wechsel zu Rapid Bukarest. In zwei Jahren erzielte er in beinahe jedem zweiten Match, in dem er spielte, ein Tor.
2008 zog es ihn in die Ukraine zu Dnipro Dnipropetrowsk, wo er ein Jahr aktiv war, ehe er 2009 zum Ligarivalen Arsenal Kiew transferiert wurde. Sein Vertrag in Kiew endete im Sommer 2013. Anschließend beendete er seine Laufbahn.

## Nationalmannschaft
International spielte Mazilu bis Juni 2010 insgesamt 14 Mal für die rumänische Fußballnationalmannschaft und erzielte drei Tore. Sein Debüt hatte er am 8. Juni 2005 gegen Armenien gegeben. Seinen letzten Einsatz hatte er am 2. Juni 2010 im Freundschaftsspiel gegen Mazedonien.

## Erfolge
- Rumänischer Pokalsieger: 2007
- Rumänischer Supercup-Sieger: 2007
- Torschützenkönig der Divizia A: 2006 (22 Tore)